# 嵐山郵便局
嵐山郵便局（らんざんゆうびんきょく）は埼玉県比企郡嵐山町にある郵便局。民営化前の分類では集配特定郵便局であった。

## 概要
住所：〒355-0299 埼玉県比企郡嵐山町菅谷7-1

## 沿革
- 1922年（大正11年）5月21日 - 菅谷（すがや）郵便局として開局。
- 1967年（昭和42年）7月25日 - 八和田郵便局から和文電報配達業務の一部[1]を移管[2]。
- 1970年（昭和45年）1月23日 - 電話交換業務を東松山電報電話局に移管。
- 1970年（昭和45年）7月1日 - 嵐山郵便局に改称。
- 1974年（昭和49年）2月27日 - 玉川郵便局から和文電報配達業務の一部[3]を移管。
- 1983年（昭和58年）10月1日 - 本畠郵便局から和文電報配達業務の一部[4]を移管。
- 2007年（平成19年）10月1日 - 民営化に伴い、併設された郵便事業東松山支店嵐山集配センターに一部業務を移管。
- 2012年（平成24年）10月1日 - 日本郵便株式会社発足に伴い、郵便事業東松山支店嵐山集配センターを嵐山郵便局に統合。

## 取扱内容
- 郵便、印紙、ゆうパック、内容証明
- 貯金、為替、振替、振込、国際送金、国債
- 生命保険、バイク自賠責保険、がん保険、引受条件緩和型医療保険
- ゆうちょ銀行ATM
- 比企郡嵐山町内の集配業務

## 周辺
- 嵐山町役場 菅谷出張所
- 埼玉県立嵐山史跡の博物館
- 大妻嵐山中学校・高等学校
- 国道254号

## アクセス
- 東武東上線 武蔵嵐山駅から徒歩約7分
- イーグルバス 菅谷停留所下車
- 関越自動車道 嵐山小川ICから南東へ約3.5km
- 駐車場あり：10台